# HD 148427
HD 148427は、地球からへびつかい座の方向に約230光年離れた位置にある7等級の恒星である。

## 概要
HD 148427は太陽の約1.4倍の質量と約3.3倍の半径を持つ恒星で、太陽よりも6倍明るい。すでに主系列星の段階を終え、巨星もしくは準巨星に進化しているとされている。
2009年、ドップラー分光法（視線速度法）による観測でHD 148427を公転する太陽系外惑星HD 148427 bが発見され、その他5つの惑星と同時にその存在が発表された。HD 148427 bは1年弱の公転周期で軌道を公転しており、少なくとも木星と同程度の質量を持つ。
| 名称 （恒星に近い順） | 質量           | 軌道長半径 （天文単位） | 公転周期 (日) | 軌道離心率  | 軌道傾斜角 | 半径 |
| --------------------- | -------------- | ----------------------- | ------------- | ----------- | ---------- | ---- |
| b                     | ≥0.96 ± 0.1 MJ | 0.93 ± 0.01             | 331.5 ± 3.0   | 0.16 ± 0.08 | —          | —    |

## 名称
2019年、世界中の全ての国または地域に1つの系外惑星系を命名する機会を提供する「IAU100 Name ExoWorldsプロジェクト」において、HD 148427系はバングラデシュに割り当てられる惑星系となった。このプロジェクトは、「国際天文学連合100周年事業」の一環として計画されたイベントの1つで、バングラデシュ国内での選考、国際天文学連合 (IAU) への提案を経て太陽系外惑星とその主星に固有名が承認されるものであった。2019年12月17日、IAUから最終結果が公表され、HD 148427はTimir、HD 148427 bはTondraと命名された。これらはベンガル語で、暗い夜空、宇宙、睡眠に関する言葉に由来する。Timirはベンガル語で「暗闇」を意味し、宇宙の暗闇の中で星が遠く離れていること、Tondraはベンガル語で「居眠り」を意味し、発見されるまで惑星は眠っていたという象徴的な概念を、それぞれ暗示している。